# 托尼·瓦特
托尼·瓦特（英語：Anthony "Tony" Watt）是一位蘇格蘭足球運動員，在場上司職前鋒。現效力于蘇格蘭足球超級聯賽球隊登地聯，並且也代表蘇格蘭足球代表隊參賽。